# Nova Prata (kommun)
Nova Prata är en kommun i Brasilien.   Den ligger i delstaten Rio Grande do Sul, i den södra delen av landet, 1 500 km söder om huvudstaden Brasília. Antalet invånare är 22 830.
Följande samhällen finns i Nova Prata:
- Nova Prata

I omgivningarna runt Nova Prata växer huvudsakligen savannskog. Runt Nova Prata är det ganska tätbefolkat, med 104 invånare per kvadratkilometer.